# William Cecil (3e marquis d'Exeter)
Pour les articles homonymes, voir William Cecil.
William Alleyne Cecil, 3e marquis d'Exeter (30 avril 1825 - 14 juillet 1895) titré « Lord Burghley » (entre 1825 et 1867) est un homme politique et pair britannique.

## Biographie
Il est le fils aîné de Brownlow Cecil (2e marquis d'Exeter), et son épouse Isabella, fille de William Stephen Poyntz. Il fait ses études au St. John's College de Cambridge, où il est président du University Pitt Club.
Il joue au Cricket de première classe pour le club de cricket de Marylebone et l'université de Cambridge entre 1847 et 1851.

## Carrière politique
Il est élu à la Chambre des communes pour le South Lincolnshire en 1847, siège qu'il occupe jusqu'en 1857,, puis représente le North Northamptonshire de 1857 à 1867,. Il sert sous le comte de Derby en tant que trésorier de la maison de 1866 à 1867 lorsqu'il succède à son père comme marquis et entre à la Chambre des lords. En mars 1867, Derby le nomme capitaine de l'honorable Corps des hommes d'armes, poste qu'il occupe jusqu'en décembre 1868 au cours des neuf derniers mois sous la présidence de Benjamin Disraeli. En 1866, il est admis au Conseil privé.

## Famille
Lord Exeter épouse Lady Georgina Sophia Pakenham, fille de Thomas Pakenham (2e comte de Longford), le 17 octobre 1848. Ils ont au moins neuf enfants:
- Brownlow Cecil (4e marquis d'Exeter) (1849-1898)
- Francis Horace Pierrepont Cecil (1851-1889), marié à Edith Brookes, fille de Sir William Cunliffe Brooks, 1er baronnet.
- William Cecil (1854-1943), marié (1) Mary Tyssen-Amherst, baronne Amherst, (2) Violet Freer.
- Catherine Sarah Cecil (1861–1918), mariée à Henry de Vere Vane (9e baron Barnard).
- John Pakenham Joicey-Cecil (1867-1942)
- Isabella Georgiana Katherine Cecil (décédée en 1903), épouse William Battie-Wrightson .
- Mary Louisa Wellesley Cecil (décédée en 1930), a épousé James Hozier (2e baron Newlands).
- Louisa Alexandrina Cecil (décédée en 1950), décédée non mariée.
- Frances Emily Cecil (décédée en 1951), décédée non mariée.

Lord Exeter est décédé en juillet 1895, à l'âge de 70 ans, et son fils aîné, Brownlow, lui succède. Il est également devenu ministre. La marquise d'Exeter est décédée en mars 1909 .